# ラ・リーガ・アワード
ラ・リーガ・アワード（La Liga Awards）は、スペインのプリメーラ・ディビシオンとセグンダ・ディビシオンでプレーする選手、指揮を執る監督を対象に選出された賞。2015-16シーズン終了時に廃止が決定された。LFPアワードとも呼ばれた。
また、ラ・リーガ・アワード開催以前のスペインサッカーには、スペインサッカー連盟やリーガ・デ・フトボル・プロフェシオナルなどが公式に開催していた選手に対する表彰は無く、影響力のある新聞社 (マルカ紙など) が独自に非公式で開催しているに過ぎなかったため、このラ・リーガ・アワードが史上初の公式な表彰となった。

## 概要
2008-09シーズンからの開催が決定され、2015-6シーズンの表彰をもって廃止された。
最優秀GK、DF、MF、FWそして最優秀新人選手はLFPが選出する。一方、最優秀選手と監督はプリメーラとセグンダに所属する全選手の投票により決定される。また、フェアプレー部門のみは公式サイトを通じてリーガのクラブのサポーターが選ぶ。

## 歴代受賞者

### 2008-09シーズン
| 部門           | プリメーラ・ディビシオン   | プリメーラ・ディビシオン       | セグンダ・ディビシオン   | セグンダ・ディビシオン |
| 部門           | 選手                       | 所属クラブ                     | 選手                     | 所属クラブ             |
| -------------- | -------------------------- | ------------------------------ | ------------------------ | ---------------------- |
| 最優秀選手     | リオネル・メッシ           | FCバルセロナ                   | ニノ                     | CDテネリフェ           |
| 最優秀監督     | ペップ・グアルディオラ     | FCバルセロナ                   | ルイス・オルトラ         | CDテネリフェ           |
| 最優秀GK       | イケル・カシージャス       | レアル・マドリード             | クラウディオ・ブラーボ   | レアル・ソシエダ       |
| 最優秀DF       | ダニ・アウヴェス           | FCバルセロナ                   | マルク・ベルトラン       | CDテネリフェ           |
| 最優秀MF       | シャビ・エルナンデス       | FCバルセロナ                   | アベル・アギラール       | エルクレスCF           |
| 最優秀攻撃的MF | アンドレス・イニエスタ     | FCバルセロナ                   | アレハンドロ・アルファロ | CDテネリフェ           |
| 最優秀FW       | リオネル・メッシ           | FCバルセロナ                   | ニノ                     | CDテネリフェ           |
| 最優秀若手選手 | セルヒオ・ブスケツ         | FCバルセロナ                   | モハメド・ディアメ       | ラージョ・バジェカーノ |
| フェアプレー   | フアン・カルロス・バレロン | デポルティーボ・ラ・コルーニャ | フランシスコ・ファリノス | エルクレスCF           |

### 2009-10シーズン
| 部門           | プリメーラ・ディビシオン | プリメーラ・ディビシオン | セグンダ・ディビシオン     | セグンダ・ディビシオン |
| 部門           | 選手                     | 所属クラブ               | 選手                       | 所属クラブ             |
| -------------- | ------------------------ | ------------------------ | -------------------------- | ---------------------- |
| 最優秀選手     | リオネル・メッシ         | FCバルセロナ             | シャビ・プリエト           | レアル・ソシエダ       |
| 最優秀監督     | ペップ・グアルディオラ   | FCバルセロナ             | ルイス・ガルシア・プラサ   | レバンテUD             |
| 最優秀GK       | ビクトル・バルデス       | FCバルセロナ             | クラウディオ・ブラーボ     | レアル・ソシエダ       |
| 最優秀DF       | ジェラール・ピケ         | FCバルセロナ             | セルヒオ・バジェステロス   | レバンテUD             |
| 最優秀MF       | シャビ・エルナンデス     | FCバルセロナ             | フランシスコ・ファリノス   | レバンテUD             |
| 最優秀攻撃的MF | ヘスス・ナバス           | セビージャFC             | シャビ・プリエト           | レアル・ソシエダ       |
| 最優秀FW       | リオネル・メッシ         | FCバルセロナ             | ホルヘ・モリーナ           | エルチェCF             |
| 最優秀新人選手 | ダビド・デ・ヘア         | アトレティコ・マドリード | ジェフェルソン・モンテーロ | ビジャレアルCF B       |
| フェアプレー   | マルコス・セナ           | ビジャレアルCF           | アルベルト・ホルケラ       | ジローナFC             |

### 2010-11シーズン
| 部門           | プリメーラ・ディビシオン | プリメーラ・ディビシオン | セグンダ・ディビシオン   | セグンダ・ディビシオン |
| 部門           | 選手                     | 所属クラブ               | 選手                     | 所属クラブ             |
| -------------- | ------------------------ | ------------------------ | ------------------------ | ---------------------- |
| 最優秀選手     | リオネル・メッシ         | FCバルセロナ             | アチーレ・エマナ         | レアル・ベティス       |
| 最優秀監督     | ペップ・グアルディオラ   | FCバルセロナ             | ペペ・メル               | レアル・ベティス       |
| 最優秀GK       | ビクトル・バルデス       | FCバルセロナ             | ロベルト・フェルナンデス | グラナダCF             |
| 最優秀DF       | エリック・アビダル       | FCバルセロナ             | コケ                     | ラージョ・バジェカーノ |
| 最優秀MF       | シャビ・エルナンデス     | FCバルセロナ             | ミケル・リコ             | グラナダCF             |
| 最優秀攻撃的MF | アンドレス・イニエスタ   | FCバルセロナ             | ダニ・ベニテス           | グラナダCF             |
| 最優秀FW       | リオネル・メッシ         | FCバルセロナ             | ルベン・カストロ         | レアル・ベティス       |
| 最優秀若手選手 | イケル・ムニアイン       | アスレティック・ビルバオ | マルク・バルトラ         | FCバルセロナB          |
| フェアプレー   | アルベルト・リベラ       | スポルティング・ヒホン   | ミチェル                 | ラージョ・バジェカーノ |

### 2011-12シーズン
| 部門           | プリメーラ・ディビシオン | プリメーラ・ディビシオン | セグンダ・ディビシオン     | セグンダ・ディビシオン         |
| 部門           | 選手                     | 所属クラブ               | 選手                       | 所属クラブ                     |
| -------------- | ------------------------ | ------------------------ | -------------------------- | ------------------------------ |
| 最優秀選手     | リオネル・メッシ         | FCバルセロナ             | フアン・カルロス・バレロン | デポルティーボ・ラ・コルーニャ |
| 最優秀監督     | ペップ・グアルディオラ   | FCバルセロナ             | ホセ・ルイス・オルトラ     | デポルティーボ・ラ・コルーニャ |
| 最優秀GK       | イケル・カシージャス     | レアル・マドリード       | ダニ・アランスビア         | デポルティーボ・ラ・コルーニャ |
| 最優秀DF       | セルヒオ・ラモス         | レアル・マドリード       | マルク・バルトラ           | FCバルセロナB                  |
| 最優秀MF       | シャビ・アロンソ         | レアル・マドリード       | アレックス・ロペス         | セルタ・デ・ビーゴ             |
| 最優秀攻撃的MF | アンドレス・イニエスタ   | FCバルセロナ             | アンドレス・グアルダード   | デポルティーボ・ラ・コルーニャ |
| 最優秀FW       | リオネル・メッシ         | FCバルセロナ             | イアゴ・アスパス           | セルタ・デ・ビーゴ             |
| 最優秀若手選手 | イスコ                   | マラガCF                 | ハビ・エルバス             | コルドバCF                     |
| フェアプレー   | カルレス・プジョル       | FCバルセロナ             | ミゲル・アンヘル・コロナ   | UDアルメリア                   |

### 2012-13シーズン
このシーズンからフェアプレー部門にクラブ部門が創設された。
| 部門                  | プリメーラ・ディビシオン   | プリメーラ・ディビシオン | セグンダ・ディビシオン   | セグンダ・ディビシオン     |
| 部門                  | 選手                       | 所属クラブ               | 選手                     | 所属クラブ                 |
| --------------------- | -------------------------- | ------------------------ | ------------------------ | -------------------------- |
| 最優秀選手            | リオネル・メッシ           | FCバルセロナ             | ジェラール・デウロフェウ | FCバルセロナB              |
| 最優秀監督            | ディエゴ・シメオネ         | アトレティコ・マドリード | フラン・エスクリバ       | エルチェCF                 |
| 最優秀GK              | ティボ・クルトゥワ         | アトレティコ・マドリード | エステバン               | UDアルメリア               |
| 最優秀DF              | セルヒオ・ラモス           | レアル・マドリード       | エドゥ・アルバカル       | エルチェCF                 |
| 最優秀MF              | アシエル・イジャラメンディ | レアル・ソシエダ         | ブルーノ・ソリアーノ     | ビジャレアルCF             |
| 最優秀攻撃的MF        | アンドレス・イニエスタ     | FCバルセロナ             | ビトーロ                 | UDラス・パルマス           |
| 最優秀FW              | リオネル・メッシ           | FCバルセロナ             | シャルレス・ディアス     | UDアルメリア               |
| 最優秀若手選手        | アシエル・イジャラメンディ | レアル・ソシエダ         | チュリ                   | レクレアティーボ・ウェルバ |
| フェアプレー (選手)   | イケル・カシージャス       | レアル・マドリード       | ブルーノ・ソリアーノ     | ビジャレアルCF             |
| フェアプレー (クラブ) | アスレティック・ビルバオ   | アスレティック・ビルバオ | ビジャレアルCF           | ビジャレアルCF             |

### 2013-14シーズン
このシーズンから新たにシーズン最優秀ゴールと南米出身最優秀選手そしてアフリカ出身最優秀選手の3つが新たに追加された。また、プレミアリーグなどが行っている月間最優秀選手と最優秀監督の表彰も開始した。詳しくはラ・リーガ月間最優秀選手賞とラ・リーガ月間最優秀監督賞を参照。
| 部門                   | プリメーラ・ディビシオン   | プリメーラ・ディビシオン | セグンダ・ディビシオン   | セグンダ・ディビシオン         |
| 部門                   | 選手                       | 所属クラブ               | 選手                     | 所属クラブ                     |
| ---------------------- | -------------------------- | ------------------------ | ------------------------ | ------------------------------ |
| 最優秀選手             | クリスティアーノ・ロナウド | レアル・マドリード       | フリオ・アルバレス       | CDヌマンシア                   |
| 最優秀監督             | ディエゴ・シメオネ         | アトレティコ・マドリード | ガイスカ・ガリターノ     | SDエイバル                     |
| 最優秀GK               | ケイロル・ナバス           | レバンテUD               | ヘルマン・ルクス         | デポルティーボ・ラ・コルーニャ |
| 最優秀DF               | セルヒオ・ラモス           | レアル・マドリード       | パブロ・インスア         | デポルティーボ・ラ・コルーニャ |
| 最優秀MF               | ルカ・モドリッチ           | レアル・マドリード       | フアン・ドミンゲス       | デポルティーボ・ラ・コルーニャ |
| 最優秀攻撃的MF         | アンドレス・イニエスタ     | FCバルセロナ             | アジョセ・ペレス         | CDテネリフェ                   |
| 最優秀FW               | クリスティアーノ・ロナウド | レアル・マドリード       | ボルハ・ビゲラ           | デポルティーボ・アラベス       |
| 最優秀若手選手         | ラフィーニャ               | セルタ・デ・ビーゴ       | アジョセ・ペレス         | CDテネリフェ                   |
| フェアプレー (選手)    | イヴァン・ラキティッチ     | FCバルセロナ             | マヌエル・パブロ         | デポルティーボ・ラ・コルーニャ |
| フェアプレー (クラブ)  | レアル・ソシエダ           | レアル・ソシエダ         | SDエイバル               | SDエイバル                     |
| シーズン最優秀ゴール   | クリスティアーノ・ロナウド | レアル・マドリード       | ホルヘ・モルシージョ     | レクレアティーボ・ウェルバ     |
| 南米出身最優秀選手     | カルロス・バッカ           | ビジャレアルCF           | ユーリ・ジ・ソウザ       | SDポンフェラディーナ           |
| アフリカ出身最優秀選手 | ヤシン・ブラヒミ           | グラナダCF               | ジャン・マリー・ドングー | FCバルセロナB                  |

### 2014-15シーズン
このシーズンから攻撃的MF部門が廃止され、MF部門に統合された。
| 部門                   | プリメーラ・ディビシオン | プリメーラ・ディビシオン | セグンダ・ディビシオン | セグンダ・ディビシオン |
| 部門                   | 選手                     | 所属クラブ               | 選手                   | 所属クラブ             |
| ---------------------- | ------------------------ | ------------------------ | ---------------------- | ---------------------- |
| 最優秀選手             | リオネル・メッシ         | FCバルセロナ             | ー                     | ー                     |
| 最優秀監督             | ルイス・エンリケ         | FCバルセロナ             | パブロ・マチン         | ジローナFC             |
| 最優秀GK               | クラウディオ・ブラーボ   | FCバルセロナ             | イバン・クエジャル     | スポルティング・ヒホン |
| 最優秀DF               | セルヒオ・ラモス         | レアル・マドリード       | ベルナルド・エスピノサ | スポルティング・ヒホン |
| 最優秀MF               | ハメス・ロドリゲス       | レアル・マドリード       | オスカル・ゴンサレス   | レアル・バリャドリード |
| 最優秀FW               | リオネル・メッシ         | FCバルセロナ             | ルベン・カストロ       | レアル・ベティス       |
| 南米出身最優秀選手     | ネイマール               | FCバルセロナ             | ー                     | ー                     |
| アフリカ出身最優秀選手 | ソフィアン・フェグリ     | バレンシアCF             | ー                     | ー                     |

### 2015-16シーズン
このシーズンから最優秀外国人選手部門が追加されたものの、このシーズンを最後にラ・リーガ・アワードの廃止が決まった。
| 部門             | プリメーラ・ディビシオン   | プリメーラ・ディビシオン | セグンダ・ディビシオン       | セグンダ・ディビシオン     |
| 部門             | 選手                       | 所属クラブ               | 選手                         | 所属クラブ                 |
| ---------------- | -------------------------- | ------------------------ | ---------------------------- | -------------------------- |
| 最優秀選手       | アントワーヌ・グリーズマン | アトレティコ・マドリード | ー                           | ー                         |
| 最優秀監督       | ディエゴ・シメオネ         | アトレティコ・マドリード | アシエル・ガリターノ         | CDレガネス                 |
| 最優秀GK         | ヤン・オブラク             | アトレティコ・マドリード | イサーク・ベセラ             | ジローナFC                 |
| 最優秀DF         | ディエゴ・ゴディン         | アトレティコ・マドリード | フロリアン・ルジューヌ       | ジローナFC                 |
| 最優秀MF         | ルカ・モドリッチ           | レアル・マドリード       | ホセ・カンパーニャ           | ADアルコルコン             |
| 最優秀FW         | リオネル・メッシ           | FCバルセロナ             | セルヒオ・レオン             | エルチェCF                 |
| 最優秀外国人選手 | ルイス・スアレス           | FCバルセロナ             | アレクサンデル・シマノフスキ | CDレガネス                 |
| 最優秀若手選手   | マルコ・アセンシオ         | RCDエスパニョール        | ホセ・ナランホ               | ジムナスティック・タラゴナ |